# 鸣蛇
鳴蛇,是中国传说的怪蛇，像一般的蛇，但是身体卻長著四只翅膀,叫聲像是敲磐的聲音,在出现地方的地方会发生旱灾。汉张衡《南都赋》也有记载，说是一种水中动物。

## 记载
《山海经·山经·中次二经》鲜水又西三百里,曰鲜山,多金、玉,无草、木。鲜水出焉,而北流注于伊水。其中多鸣蛇,其状如蛇而四翼,其音如磬,见则其邑大旱。
汉张衡《南都赋》: “其水蟲則有蠼龜、鳴蛇、潛龍、伏螭。”

## 参看
中国妖怪列表